# Линда (лунный кратер)
Кратер Линда (лат. Linda), не путать с кратером Линда на Венере, — маленький ударный кратер в западной части Моря Дождей на видимой стороне Луны. Название дано по испанскому женскому имени и утверждено Международным астрономическим союзом в 1979 г.

## Описание кратера
Ближайшими соседями кратера являются маленький кратер Гастон на западе-северо-западе; маленький кратер Борис на юге-юго-западе и небольшой кратер Делиль на юго-западе. На западе от кратера находится уступ Бориса; на востоке находится борозда Делиля; на юге-юго-востоке — борозда Диофанта.
Селенографические координаты центра кратера 30°41′ с. ш. 33°23′ з. д. / 30,69° с. ш. 33,38° з. д., диаметр 1,1 км, глубина 0,13 км.
Кратер имеет циркулярную чашеобразную форму без приметных структур.

## Сателлитные кратеры
Отсутствуют.